# Cerro Centinela
Cerro Centinela è un comune dell'Argentina ed è situato nel dipartimento di Futaleufú, in provincia di Chubut.